# Xã Parson Creek, Quận Linn, Missouri
Xã Parson Creek (tiếng Anh: Parson Creek Township) là một xã thuộc quận Linn, tiểu bang Missouri, Hoa Kỳ. Năm 2010, dân số của xã này là 856 người.